# ウルフ・アワー
『ウルフ・アワー』（The Wolf Hour）は2019年のアメリカ合衆国のサイコスリラー映画。監督はアリステア・バンクス・グリフィン、出演はナオミ・ワッツとエモリー・コーエンなど。「サムの息子」と名乗る凶悪な殺人鬼が殺人や放火を繰り返し、ニューヨークの街を不安と恐怖に陥れていた1977年の夏を舞台に、引きこもりの生活を続けていた女性作家に忍び寄る恐怖を描いている。

## ストーリー
1977年7月、大規模なブラックアウトをきっかけに、ニューヨークでは暴動が相次ぎ治安も悪化していった。同じ頃、サムの息子と名乗る連続殺人犯が現れ、世間を震撼させていた。
ジューン・E・リーは世間の喧噪をよそに自室に引きこもっていた。若い頃のジューンは小説家として活動しており、カウンターカルチャーの世界で名声を博していたが、ある出来事をきっかけに隠遁生活を送るようになっていたのである。そんな中、ジューンの家の呼び鈴が久しぶりに鳴った。ジューンは渋々応対に出たが、それが悪夢の始まりになるとは予想だにしていなかった。

## キャスト
- ジューン・E・リー: ナオミ・ワッツ - 引きこもり中の作家。
- ビリー: エモリー・コーエン - デートクラブから派遣されてきた男。
- マーゴ: ジェニファー・イーリー - ジューンの友人。
- フレディ: ケルヴィン・ハリソン・Jr - ジューンが買い物などを依頼している男。
- ブレイク巡査: ジェレミー・ボブ - ジューンからの被害相談のためにやってきた警官。
- ハンス: ブレナン・ブラウン

## 製作
2017年10月20日、アリステア・バンクス・グリフィン監督の新作映画にナオミ・ワッツが出演することになったと報じられた。11月28日、ジェニファー・イーリー、エモリー・コーエン、ケルヴィン・ハリソン・Jr、ブレナン・ブラウン、ジェレミー・ボブがキャスト入りした。同月、本作の主要撮影がニューヨークで始まった。2018年3月5日、ダニー・ベンジーとソーンダー・ジュリアーンズが本作で使用される楽曲を手掛けるとの報道があった。

## 公開・マーケティング
2019年1月26日、本作はサンダンス映画祭でプレミア上映された。6月26日、ブレインストーム・メディアが本作の全米配給権を獲得したと報じられた。11月12日、本作のオフィシャル・トレイラーが公開された。

## 評価
本作に対する批評家からの評価は平凡なものに留まっている。映画批評集積サイトのRotten Tomatoesには26件のレビューがあり、批評家支持率は50%、平均点は10点満点で5.4点となっている。サイト側による批評家の見解の要約は「ナオミ・ワッツは持てる力の全てを出し切っているが、それを以てしても『ウルフ・アワー』の欠点―伏線を張るのに余りにも多くの時間を費やしているという欠点―は相殺できていない。」となっている。また、Metacriticには6件のレビューがあり、高評価はなく、賛否混在は5件、低評価は1件で、加重平均値は42/100となっている。